# هجرة الأطفال
هجرة الأطفال هي انتقال الأطفال دون والديهم، إلى دولة أو منطقة أخرى. وهو ما يتضمن في العديد من الحالات الهجرة القسرية لأطفال مراكز الرعاية التابعة للدولة، لاستغلالهم في عمالة الأطفال.

## أستراليا
في نهاية القرن التاسع عشر وبداية القرن العشرين، تم نقل العديد من أطفال سكان أستراليا الأصليين من عائلاتهم وتم إيداعهم مؤسسات ودور الرعاية، فيما أصبح معروفًا باسم الأجيال المسروقة.
وفي ظل قوانين هجرة الأطفال تم ترحيل ما يزيد عن 7000 طفل إلى أستراليا. وكانت الغالبية العظمى من هؤلاء الأطفال من المملكة المتحدة، بالإضافة إلى عدد صغير من مالطا. عُرض هؤلاء الأطفال للتبني، أو أودعوا منازل رعاية الأطفال، أو المؤسسات، أو ترعرعوا في دور الأيتام، أو مؤسسات الرعاية القسرية، ليعاني العديد منهم في ظل هذه الرعاية المؤسسية من الإهمال والإساءة.
وفي نوفمبر 2009، قدم رئيس الوزراء الأسترالي، كيفن رود اعتذارًا رسميًا إلى «الأستراليين المنسيين» والأطفال المهجرين نيابة عن الأمة. استخدم مجلس الشيوخ الأسترالي تعبير «الأستراليون المنسيون» لوصف الأطفال الذين نشأوا في دور الأيتام، أو دور رعاية الأطفال، أو مؤسسات الرعاية البديلة. حيث يعد الأطفال المهجرون إحدى مجموعات «الأستراليين المنسيين».

## بلغاريا
مثلت هجرة الأطفال في بلغاريا ظاهرة مصاحبة لهجرة مزارعي الخضر إلى النمسا-المجر في النصف الثاني من القرن التاسع عشر ومطلع القرن العشرين، نظرًا لاستغلالهم في عمالة الأطفال (الصبيان على الأغلب) في مجال زراعة الخضر. وهكذا، ساهمت عمالة الأطفال في تحقيق أقصى ربح لمزارعي الخضار لأن الأطفال لم يكونوا يحصلون على أجورهم فقد كانوا يعملون بوصفهم مبتدئين في مقابل خبزهم اليومي. ساعد الأطفال الصغار في الحدائق، وتعلموا مهارات البستنة؛ بينما عمل الذين يتمتعون بالقوة البدنية في أنشطة الزراعة الأكثر تخصصًا. ومن الممكن التمييز بين أنماط تهجير الأطفال وفقًا للسير الذاتية وقصص الحياة الشخصية لمزارعي الخضراوات: أطفال هاجروا مع والديهم من مزارعي الخضراوات في عائلات، أو ولدوا لأبوين من مزارعي الخضراوات يعملون بالخارج؛ وأطفال هاجروا مع أحد الأبوين (عادة مع الأب الذي يعمل كمزارع خضراوات) أو مع أقارب الأب الذي يعمل كمزارع خضراوات حتى «يتعلموا المهنة»؛ أطفال هاجروا مع والديهم من مزارعي الخضراوات بوصفهم عائلة، ثم عاد الآباء إلى أوطانهم مع أطفالهم الصغار مخلفين الأطفال الأكبر سنًا وراءهم ليعملوا في «الحدائق» ويحصلوا على لقمة عيشهم، ويدعموا عائلاتهم ماليًا.

## كندا
تأسس نظام المدارس الداخلية الكندية الهندية في القرن التاسع عشر بهدف إجبار سكان كندا الأصليين على الاندماج في المجتمع الأوروبي الكندي. وأغلق آخرها عام 1996. وفي 11 يونيو 2008، قدم رئيس الوزراء الكندي ستيفن هاربر اعتذارًا، بالنيابة عن مجلس الوزراء، أمام مندوبين عن السكان الأصليين، في خطاب أذيع على الأمة على تلفزيون سي بي سي، عن سياسات الاندماج السابقة التي تبنتها الحكومة.
وفي عام 2009، أعرب بندكت السادس عشر عن أسفه «للمعاناة التي تسبب بها سلوك بعض أعضاء الكنيسة البائس» وأبدى «تعاطفه العميق وتضامنه» مع أسر الضحايا.

## مالطا
تعرض 310 طفل للتهجير من مالطا إلى أستراليا في الفترة بين 1950 و1965 في إطار قوانين «تهجير الأطفال إلى أستراليا» في أعقاب التوصل إلى اتفاق بين لجنة الهجرة الكاثوليكية الأسترالية ووزير الهجرة والعمل في 9 ديسمبر 1949. وكان معظم أطفال مالطا الذين أرسلوا إلى أستراليا في إطار هذا القانون يعيشون إما في دور الأيتام التابعة للحكومة أو دور رعاية الأطفال التابعة للكنيسة وجميعهم قد أودعوا فيها بعد موافقة والديهم. عرضت الحكومة الأسترالية استضافة صبيان مالطا، الذين تتراوح أعمارهم بين ثمانية إلى أحد عشر عامًا، والفتيات في عمر خمس إلى عشر سنوات في المؤسسات الكاثوليكية ووعدوا بتقديم فرص عمل تشرف عليها السلطات الكاثوليكية المسؤولة. أصبح أحد هؤلاء الأطفال كاهنًا، واشتغل آخرون في العديد من المهن على الرغم من أنهم قد نشأوا وهم يعلمون أن والديهم قد تخلوا عنهم ووافقوا على مغادرتهم للمنزل بملء إرادتهم. وكان هؤلاء الأطفال من بين من وجه لهم رئيس الوزراء الأسترالي اعتذارًا علنيًا عام 2009 لأنهم عانوا الكثير وتعرضوا للإساءة على يد المسؤولين في مؤسسات الرعاية ودور الأيتام، ومؤسسات الرعاية البديلة.

## المملكة المتحدة
بدأت ممارسات إرسال الأطفال الفقراء أو الأيتام إلى المستعمرات الاستيطانية، للمساعدة في تخفيف عبء نقص القوى العاملة، في إنجلترا عام 1618، حيث شهدت تجميع ونقل زهاء 100 طفل متشرد إلى مستعمرة فيرجينيا. وقبل حلول النصف الثاني من القرن الثاني عشر، تم الترويج لبرنامج تهجير الأطفال بوصفه حلاً سحريًا يقدم «حياة أفضل» للأطفال الفقراء في أستراليا، وكندا، وغيرها من الأماكن، فضلاً عن أنه يقدم «مخزونًا من الشعب الأبيض» إلى المستعمرات السابقة. ولكن للأسف، لم يكن يتم الحصول على موافقة الوالدين وكثيرًا ما كان يتم فصل الأشقاء. وإجمالاً، بلغ عدد الأطفال الذين أرسلوا من المملكة المتحدة إلى كندا، ونيوزيلندا، وجنوب إفريقيا، وزيمبابوي (روديسيا سابقًا) وأستراليا زهاء 130000. حيث كان يتم إخبارهم كذبًا أن والديهم قد توفوا، وتعرض العديد منهم للإساءة في وطنهم الجديد.
وفي فبراير 2010، قدم رئيس وزراء بريطانيا، جوردن براون اعتذارًا رسميًا عن برنامج إعادة توطين الأطفال «المشين» وأعلن عن تأسيس صندوق بقيمة 6 ملايين جنيه إسترليني مخصص لتعويض العائلات المتضررة من هذا البرنامج «الذي تمت إساءة استخدامه».
وخلال الحرب العالمية الثانية تم إخلاء ما يقرب من 3.5 ملايين طفل من المناطق المعرضة لخطر القصف الجوي إلى المناطق الريفية. (انظر إجلاء المدنيين في بريطانيا خلال الحرب العالمية الثانية)
ألقت إحدى الدراسات الحديثة  التي أجراها مركز الهجرة والسياسة والمجتمع بجامعة أوكسفورد (COMPAS) تحت إشراف د. ناندو سيجونا الضوء على وضع الأطفال الذين لا يتمتعون بوضع هجرة قانوني في المملكة المتحدة. وقدرت الدراسة التي كانت بعنوان «لا سبيل للخروج، لا سبيل للدخول: الهجرة غير النظامية للأطفال والعائلات في المملكة المتحدة»، عدد الأطفال الذين لا يتمتعون بوضع قانوني 120000 طفل، 65000 طفل منهم ولدوا في المملكة المتحدة لوالدين ليس لهم وضع قانوني.

## الولايات المتحدة
شهد القرن التاسع عددًا من المحاولات لنقل الأطفال من مدن الساحل الشرقي المكتظ بالسكان إلى العائلات الريفية ودور الأيتام في الريف الغربي والغرب الأوسط. وقد كان أشهرها حركة قطار الأيتام. بالإضافة إلى ذلك، فقد تم فصل أطفال سكان أمريكا الأصليين عن عائلاتهم وأرسلوا إلى المدارس الداخلية لإجبارهم على الاندماج في الثقافة الغربية.

## فنلندا
خلال الحرب العالمية الثانية، عندما اشتركت فنلندا في الحرب مع روسيا، تم نقل حوالي 70000 طفل فنلندي بالقطار والقوارب إلى السويد والنرويج والدنمارك. وبانتهاء الحرب، تم تبني آلاف الأطفال من قبل آبائهم «الجدد». وكانت هذه الحركة هي أكبر هجرات الأطفال في العالم.